# ZPL (lenguaje de programación)
ZPL es un lenguaje de programación con paralelismo implícito orientado a operaciones con vectores o arreglos, creado por 
Lawrence Snyder de la Universidad de Washington en 1993 (el primer compilador disponible para uso general, fue liberado en 1997). El objetivo de 
ZPL es el facilitar la programación de ejecutables que corran eficientemente en una gran variedad de arquitecturas
secuenciales y paralelas.
Los programas de ZPL no contienen directivas o instrucciones explícitamente paralelas, dado que es el compilador del lenguaje el 
único responsable de extraer el paralelismo inherente a las operaciones presentes en un programa. ZPL explota exclusivamente el modelo 
de paralelismo de datos.